# Toni Fritsch
Toni Fritsch (ur. 10 lipca 1945 w Petronell-Carnuntum, zm. 13 września 2005 w Wiedniu) – piłkarz austriacki, reprezentant Austrii, później zawodnik futbolu amerykańskiego.
W latach 1964–1971 bronił barw Rapidu Wiedeń, występując w 123 meczach ligowych; wraz z klubem świętował trzy tytuły mistrza Austrii (1964, 1967, 1968) oraz dwukrotnie zdobywał Puchar Austrii (1968, 1969). Efektowny debiut w reprezentacji narodowej – 20 października 1965 strzelił Anglikom dwie bramki na słynnym stadionie Wembley, przyczyniając się do sensacyjnego zwycięstwa Austrii 3:2 - przyniósł mu przydomek „Wembley-Toni”.
W 1971 w wieku 26 lat przeniósł się do USA i zajął się futbolem amerykańskim. Grał w lidze NFL w klubach Dallas Cowboys (1971-1975), San Diego Chargers (1976), Houston Oilers (1977-1981) i New Orleans Saints (1982). Wraz z drużyną z Dallas dwukrotnie zdobywał Super Bowl.